# Редовне линије Емирејтса
Емирати лете до 91 дестинације у 55 земаља на шест континената са свог хаба на Аеродрому Дубаи. Емирати обављају транспорт у вредности од 60 милијарди америчких долара и планирају да лете до још 40-50 дестинација у будућности.
Према вестима Сијетл Тајмса, Емирати планирају да отворе још непрекидних летова за Америку, из Дубаија за Аеродром Лос Анђелес, Аеродром Сан Франциско, Аеродром Атланта, Аеродром Логан, Аеродром О’Хара, Аеродром Филиделфија, Аеродром Сијетл-Такома и Аеродром Вашингтон-Далес.
Септембра 2007, председник Тим Кларк изјавио је да Емирати планирају да купе и још 10 авиона типа Боинг 747-8 за летове до Сан Франциска, Лос Анђелеса и неколико градова у Јужној Америци. Такође, изјавио је да су Емирати у договору око дозвола за летове изнад Русије ка Америчкој западној обали.

## Азија

### Источна Азија
- Јапан
  - Нагоја (Аеродром Чубу)
  - Осака (Аеродром Кансај)
- Јужна Кореја
  - Сеул (Аеродром Инчеон)
- Кина
  - Народна Република Кина
    - Пекинг (Аеродром Пекинг)
    - Хонгконг (Аеродром Хонгконг)
    - Шангај (Аеродром Пудонг)

### Југоисточна Азија
- Индонезија
  - Џакарта (Аеродром Сукарно-Хата)
- Малезија
  - Куала Лумпур (Аеродром Куала Лумпур)
- Сингапур
  - Сингапур (Аеродром Сингапур)
- Тајланд
  - Бангкок (Аеродром Суварнабуми)
- Филипини
  - Манила (Аеродром Ниној Акино)

### Јужна Азија
- Бангладеш
  - Дака (Аеродром Зиа)
- Индија
  - Ахмедабад (Аеродром Ахмедабад)
  - Бангалор (Аеродром Бангалор)
  - Делхи (Аеродром Индира Ганди)
  - Колката (Аеродром Колката)
  - Кочи (Аеродром Кочи)
  - Мумбај (Аеродром Мумбај)
  - Тируванантхапурам (Аеродром Тируванантхапурам)
  - Хајдерабад (Аеродром Хајдерабад)
  - Ченај (Аеродром Ченај)
- Малдиви
  - Мале (Аеродром Мале)
- Пакистан
  - Исламабад (Аеродром Исламабад)
  - Карачи (Аеродром Карачи)
  - Лахор (Аеродром Лахор)
  - Прешавар (Аеродром Прешавар)
- Шри Ланка
  - Коломбо (Аеродром Коломбо)

### Југозападна Азија
- Бахреин
  - Манама (Аеродром Бахреин)
- Иран
  - Техеран (Аеродром Имам Хомеини)
- Јемен
  - Сана (Аеродром Сана)
- Јордан
  - Аман (Аеродром Краљица Алиа)
- Катар
  - Доха (Аеродром Доха)
- Кувајт
  - Кувајт (Аеродром Кувајт)
- Либан
  - Бејрут (Аеродром Бејрут)
- Оман
  - Маскат (Аеродром Маскат)
- Саудијска Арабија
  - Дамам (Аеродром Дамам)
  - Ријад (Аеродром Краљ Халид)
  - Џеда (Аеродром Џеда)
- Сирија
  - Дамаск (Аеродром Дамаск)
- Уједињени Арапски Емирати
  - Дубаи (Аеродром Дубаи) База

## Африка

### Западна Африка
- Гана
  - Акра (Аеродром Акра)
- Нигерија
  - Лагос (Аеродром Лагос)
- Обала Слоноваче
  - Абиџан (Аеродром Абиџан)

### Источна Африка
- Етиопија
  - Адис Абеба (Аеродром Адис Абеба)
- Кенија
  - Најроби (Аеродром Џомо Кенјата)
- Маурицијус
  - Порт Луј (Аеродром Порт Луј)
- Сејшели
  - Викторија (Аеродром Сејшели)
- Танзанија
  - Дар ес Салам (Аеродром Дар ес Салам)
- Уганда
  - Кампала (Аеродром Ентебе)

### Јужна Африка
- Јужноафричка Република
  - Кејптаун (Аеродром Кејптаун) [од 30. марта 2008.]
  - Јоханезбург (Аеродром ОР Тамбо)

### Северна Африка
- Египат
  - Александрија (Аеродром Борг ал Араб)
  - Каиро (Аеродром Каиро)
- Либија
  - Триполи (Аеродром Триполи)
- Мароко
  - Казабланка (Аеродром Казабланка)
- Судан
  - Картум (Аеродром Картум)
- Тунис
  - Тунис (Аеродром Тунис)

## Европа
- Аустрија
  - Беч (Аеродром Беч)
- Грчка
  - Атина (Аеродром Атина)
- Италија
  - Венеција (Аеродром Венеција)
  - Милано (Аеродром Малпенса)
  - Рим (Аеродром Леонардо да Винчи)
- Кипар
  - Ларнака (Аеродром Ларнака)
- Малта
  - Валета (Аеродром Малта)
- Немачка
  - Диселдорф (Аеродром Диселдорф)
  - Минхен (Аеродром Минхен)
  - Франкфурт (Аеродром Франкфурт)
  - Хамбург (Аеродром Хамбург)
- Русија
  - Москва (Аеродром Домодедово)
- Турска
  - Турска (Аеродром Ататурк)
- Уједињено Краљевство
  - Бирмингем (Аеродром Бирмингем)
  - Глазгов (Аеродром Глазгов)
  - Лондон
    - Аеродром Гетвик
    - Аеродром Хитроу

  - Манчестер (Аеродром Манчестер)
  - Њукасл (Аеродром Њукасл)
- Француска
  - Ница (Аеродром Ница)
  - Париз (Аеродром Шарл де Гол)
- Швајцарска
  - Цирих (Аеродром Цирих)

## Јужна Америка
- Бразил
  - Сао Пауло (Аеродром Гуарулхос)

## Океанија
- Аустралија
  - Бризбејн (Аеродром Бризбејн)
  - Мелбурн (Аеродром Таламарин)
  - Перт (Аеродром Перт)
  - Сиднеј (Аеродром Кингсфорд Смит)
- Нови Зеланд
  - Окланд (Аеродром Окланд)
  - Крајстчерч (Аеродром Крајстчерч)

## Северна Америка
- Канада
  - Торонто (Аеродром Пирсон)
- Сједињене Америчке Државе
  - Њујорк (Аеродром Џон Ф. Кенеди)
  - Хјустон (Аеродром Џорџ Буш)